# Angourie Rice
Angourie Rice (sinh khoảng năm 2001) là nữ diễn viên người Úc. Cô được biết đến qua các phim These Final Hours và The Nice Guys.